# Neustall
Neustall ist ein Stadtteil von Steinau an der Straße im osthessischen Main-Kinzig-Kreis. Zu Neustall gehören mehrere Höfe wie der Kaltenfrosch sowie die Siedlungen Oberhof und Unterhof.

## Geographie

### Geographische Lage
Neustall liegt im Nordosten des Main-Kinzig-Kreises, ca. 11 km nördlich des Hauptortes Steinau an der Straße.
Durch den Ort verläuft die Deutsche Märchenstraße, offiziell Landesstraße 3178.

### Nachbarorte
Neustall grenzt im Norden an den Ort Holzmühl, im Nordosten an den Ort Hintersteinau, im Westen an den Ort Uerzell, im Süden an den Ort Ulmbach und im Westen an den Ort Fleschenbach.

## Geschichte

### Ortsgeschichte
Der Ortsname Neustall wird auf die Bezeichnung „Neue Stelle“ zurückgeführt. Der Ort gehörte bis zur Auflösung der Gemeinde zum Landkreis Schlüchtern.
In historischen Dokumenten ist der Ort unter folgenden Ortsnamen belegt (in Klammern das Jahr der Erwähnung): Neuenstall (1480), Newenstall (1564) und Neustädtel (1812).
Hessische Gebietsreform (1970–1977)
Die Gemeinde Neustall wurde im Zuge der Gebietsreform in Hessen am 1. Juli 1974  kraft Landesgesetz in die Stadt Steinau, heute „Steinau an der Straße“, als Stadtteil eingegliedert.
Für den Stadtteil Neustall wurde, wie für die übrigen Stadtteile von Steinau, ein Ortsbezirk eingerichtet.

### Verwaltungsgeschichte im Überblick
Die folgende Liste zeigt die Staaten und Verwaltungseinheiten, denen Neustall angehört(e):
- 1564: Heiliges Römisches Reich, Gericht Freiensteinau der Herrschaft Riedesel
- 1684: Heiliges Römisches Reich, Fürstabtei Fulda, Amt Ulmbach
- ab 1699: Heiliges Römisches Reich, Fürstabtei Fulda, Amt Uerzell[Anm. 2]
- ab 1803: Heiliges Römisches Reich, Fürstentum Nassau-Oranien-Fulda, Amt Uerzell[Anm. 3]
- 1806–1810: Staat des Fürstprimas,[Anm. 4] Fürstentum Fulda, Amt Salmünster
- 1810–1813: Großherzogtum Frankfurt, Departement Fulda, Distrikt Salmünster
- ab 1816: Kurfürstentum Hessen,[Anm. 5] Großherzogtum Fulda, Amt Salmünster[7]
- ab 1821/22: Kurfürstentum Hessen, Provinz Hanau, Kreis Salmünster[8][Anm. 6]
- ab 1830: Kurfürstentum Hessen, Provinz Hanau, Kreis Schlüchtern
- ab 1848: Kurfürstentum Hessen, Bezirk Hanau
- ab 1851: Kurfürstentum Hessen, Provinz Hanau, Kreis Schlüchtern
- ab 1867: Königreich Preußen,[Anm. 7] Provinz Hessen-Nassau, Regierungsbezirk Kassel, Kreis Schlüchtern
- ab 1871: Deutsches Reich, Königreich Preußen, Provinz Hessen-Nassau, Regierungsbezirk Kassel, Kreis Schlüchtern
- ab 1918: Deutsches Reich, Freistaat Preußen, Provinz Hessen-Nassau, Regierungsbezirk Kassel, Kreis Schlüchtern
- ab 1944: Deutsches Reich, Freistaat Preußen, Provinz Nassau, Landkreis Schlüchtern
- ab 1945: Deutsches Reich, Amerikanische Besatzungszone,[Anm. 8] Groß-Hessen, Regierungsbezirk Wiesbaden, Landkreis Schlüchtern
- ab 1946: Deutsches Reich, Amerikanische Besatzungszone, Hessen, Regierungsbezirk Wiesbaden, Landkreis Schlüchtern
- ab 1949: Bundesrepublik Deutschland, Hessen, Regierungsbezirk Wiesbaden, Landkreis Schlüchtern
- ab 1968: Bundesrepublik Deutschland, Hessen, Regierungsbezirk Darmstadt, Landkreis Schlüchtern
- ab 1974: Bundesrepublik Deutschland, Hessen, Regierungsbezirk Darmstadt, Main-Kinzig-Kreis, Stadt Steinau
- ab 1978: Bundesrepublik Deutschland, Hessen, Regierungsbezirk Darmstadt, Main-Kinzig-Kreis, Stadt nach „Steinau an der Straße“ umbenatt

## Bevölkerung

### Einwohnerstruktur 2011
Nach den Erhebungen des Zensus 2011 lebten am Stichtag dem 9. Mai 2011 in Neustall 153 Einwohner. Darunter waren 3 (2,0 %) Ausländer.
Nach dem Lebensalter waren 33 Einwohner unter 18 Jahren, 66 waren zwischen 18 und 49, 30 zwischen 50 und 64 und 24 Einwohner waren älter.
Die Einwohner lebten in 57 Haushalten. Davon waren 12 Singlehaushalte, 15 Paare ohne Kinder und 18 Paare mit Kindern, sowie 9 Alleinerziehende und keine Wohngemeinschaften. In 9 Haushalten lebten ausschließlich Senioren und in 39 Haushaltungen leben keine Senioren.

### Einwohnerentwicklung
| Quelle: Historisches Ortslexikon |                                                                               |
| • 1680:                          | 4 Untertanen                                                                  |
| • 1789:                          | 10 Bauern, ein Hintersiedler mit dem Kaltefroschhof und 4 Ulrichsberger Höfen |
| • 1812:                          | 11 Feuerstellen, 90 Seelen                                                    |

| Neustall: Einwohnerzahlen von 1812 bis 2022 | Neustall: Einwohnerzahlen von 1812 bis 2022 | Neustall: Einwohnerzahlen von 1812 bis 2022 | Neustall: Einwohnerzahlen von 1812 bis 2022 | Neustall: Einwohnerzahlen von 1812 bis 2022 |
| --- | ------------------------------------------- | ------------------------------------------- | ------------------------------------------- | ------------------------------------------- |
| Jahr |                                             |                                             |                                             | Einwohner                                   |
| 1812 | 1812                                        |                                             | 90                                          | 90                                          |
| 1834 | 1834                                        |                                             | 105                                         | 105                                         |
| 1840 | 1840                                        |                                             | 114                                         | 114                                         |
| 1846 | 1846                                        |                                             | 125                                         | 125                                         |
| 1852 | 1852                                        |                                             | 136                                         | 136                                         |
| 1858 | 1858                                        |                                             | 134                                         | 134                                         |
| 1864 | 1864                                        |                                             | 126                                         | 126                                         |
| 1871 | 1871                                        |                                             | 125                                         | 125                                         |
| 1875 | 1875                                        |                                             | 128                                         | 128                                         |
| 1885 | 1885                                        |                                             | 127                                         | 127                                         |
| 1895 | 1895                                        |                                             | 133                                         | 133                                         |
| 1905 | 1905                                        |                                             | 133                                         | 133                                         |
| 1910 | 1910                                        |                                             | 136                                         | 136                                         |
| 1925 | 1925                                        |                                             | 122                                         | 122                                         |
| 1939 | 1939                                        |                                             | 117                                         | 117                                         |
| 1946 | 1946                                        |                                             | 151                                         | 151                                         |
| 1950 | 1950                                        |                                             | 158                                         | 158                                         |
| 1956 | 1956                                        |                                             | 142                                         | 142                                         |
| 1961 | 1961                                        |                                             | 133                                         | 133                                         |
| 1967 | 1967                                        |                                             | 141                                         | 141                                         |
| 1970 | 1970                                        |                                             | 133                                         | 133                                         |
| 1980 | 1980                                        |                                             | ?                                           | ?                                           |
| 1990 | 1990                                        |                                             | ?                                           | ?                                           |
| 2000 | 2000                                        |                                             | ?                                           | ?                                           |
| 2008 | 2008                                        |                                             | 169                                         | 169                                         |
| 2011 | 2011                                        |                                             | 153                                         | 153                                         |
| 2015 | 2015                                        |                                             | 142                                         | 142                                         |
| 2022 | 2022                                        |                                             | 147                                         | 147                                         |
| Datenquelle: Historisches Gemeindeverzeichnis für Hessen: Die Bevölkerung der Gemeinden 1834 bis 1967. Wiesbaden: Hessisches Statistisches Landesamt, 1968. Weitere Quellen: LAGIS; Stadt Steinau; Zensus 2011 |                                             |                                             |                                             |                                             |

Im Jahr 1961 wurden 23 evangelische  (17,29 %) und 110 katholische (82,71 %) Christen gezählt.

## Politik
Für Neustall besteht ein Ortsbezirk (Gebiete der ehemaligen Gemeinde Neustall) mit Ortsbeirat und Ortsvorsteher nach der Hessischen Gemeindeordnung.
Der Ortsbeirat besteht aus drei Mitgliedern. Bei den Kommunalwahlen in Hessen 2021 betrug die Wahlbeteiligung zum Ortsbeirat 57,02 %. Alle Kandidaten gehören der „Freien Wählerliste Neustall“ an. Der Ortsbeirat wählte Uwe Wolf zum Ortsvorsteher.

## Infrastruktur
- Den öffentlichen Personennahverkehr stellt die Verkehrsgesellschaft Region Fulda GmbH (VRF) mit der Buslinie MKK-95 sicher. Sie fährt von Schlüchtern nach Bad Soden-Salmünster.
- An der Gemarkungsgrenze zu Fleschenbach befindet sich der Windpark Fleschenbach-Neustall. Von den neun Windkraftanlagen stehen zwei in der Gemarkung von Neustall. Der Windpark war zum Zeitpunkt seiner Einweihung im August 2009 der leistungsstärkste eines einzelnen Betreibers in Hessen.